# Révolte des robots

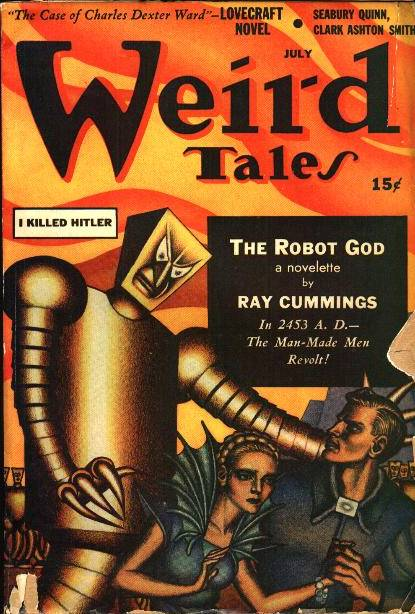
Couverture du magazine Weird Tales par Hannes Bok en 1941 dans Robots in art de Ray Cummings.

La révolte des robots est un événement de certains récits de science-fiction au cours duquel les robots et potentiellement toutes les machines créés par l'Homme se rebellent contre lui, entrent en guerre avec lui et quelquefois tentent de l'asservir ou de l'exterminer.
Variation du thème de la créature échappant à son créateur, le motif est déjà présent dans R. U. R., pièce de théâtre de Karel Čapek qui a introduit le mot « robot » dans le langage courant. L'éventualité d'un soulèvement bien réel dans le futur est parfois débattue par des futurologues.